# Ashlynn Brooke

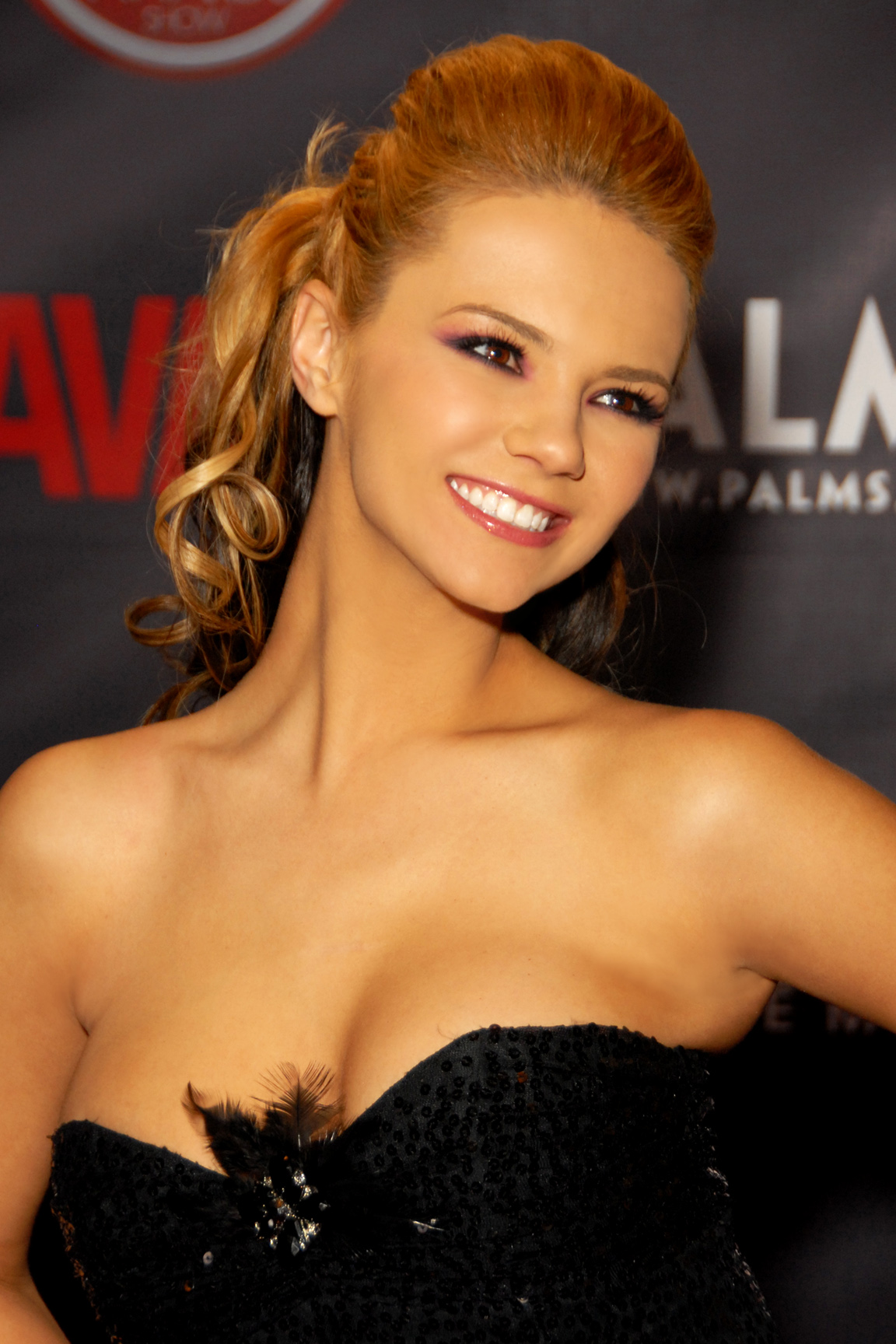
Ashlynn Brooke (2010)

Ashlynn Brooke, född 14 augusti 1985, är en amerikansk porrskådespelerska som har varit med i flera pornografiska filmer.  År 2009 gjorde hon också debut som regissör för filmen Ashlynn Brooke’s Lesbian Fantasies. Brooke har också haft en liten roll i skräckfilmen Piranha 3D.  Hon har sedan 2010 inte medverkat i fler pornografiska filmer.